# Pauselijke Raad voor de Wetteksten
De Pauselijke Raad voor de Wetteksten was een orgaan van de Romeinse Curie.
Op 14 mei 1904 werd de Commissie voor de Codificatie van het Kerkelijk Recht ingesteld door paus Pius X. Het werk van deze commissie resulteerde in 1917 in de Code van het Kerkelijk Recht 1917 (afgekort als CIC, van zijn Latijnse titel Codex Iuris Canonici), die van kracht werd op 19 mei 1918.
Op 5 september 1917 werd de Pauselijke Commissie voor de Authentieke Interpretatie van de Code ingesteld. Deze code bleef van kracht tot 1963, toen als gevolg van het Tweede Vaticaans Concilie een herziening werd onderzocht. De commissie werd vervangen door de Pauselijke Commissie voor de Herziening van de Codificatie. Op 11 juli 1967 werd hierop de Pauselijke Commissie voor de Interpretatie van de uitspraken van het concilie ingesteld. 
Nadat in 1983 een nieuwe versie van de Code was ingevoerd, werd in 1984 de Pauselijke Commissie voor de Authentieke Interpretatie van de Code in kracht hersteld. Dit resulteerde in 1988 in een nieuwe apostolische constitutie, Pastor Bonus geheten.
Op 3 januari 1989 werd de commissie vervangen door de Pauselijke Raad voor de Interpretatie van de Wetteksten. Deze raad werd in 1999 hernoemd als Pauselijke Raad voor de Wetteksten.
Op 5 juni 2022 werd bij de invoering van de apostolische constitutie Praedicate Evangelium de structuur van de Romeinse Curie gewijzigd. De raad werd vanaf die datum voortgezet onder de naam Dicasterie voor de Wetteksten.